# Городецкий, Владимир Матвеевич
Владимир Матвеевич Городецкий (род. 4 сентября 1940 года, Москва, СССР) — советский и российский трансфузиолог, специалист в области клинической трансфузиологии, член-корреспондент РАМН (2000), член-корреспондент РАН (2014).
В 2000 году — избран членом-корреспондентом РАМН.
В 2014 году — стал членом-корреспондентом РАН (в рамках присоединения РАМН и РАСХН к РАН).
В настоящее время[какое?] — профессор курса клинической трансфузиологии при кафедре анестезиологии и реанимации Московского областного научно-исследовательского клинического института имени М. Ф. Владимирского.

## Награды
- Государственная премия СССР (в составе группы, за 1987 год) — за цикл работ «Новые методы диагностики и интенсивной терапии при заболеваниях системы крови» (1978—1985)